# Heteropterys dichromocalyx
Heteropterys dichromocalyx är en tvåhjärtbladig växtart som beskrevs av W.R. Anderson. Heteropterys dichromocalyx ingår i släktet Heteropterys och familjen Malpighiaceae. Inga underarter finns listade i Catalogue of Life.